# Filipijnse Assemblee

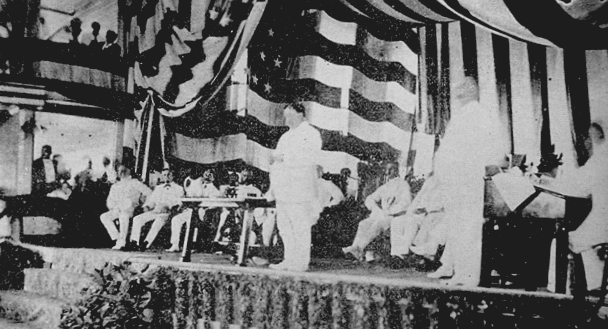
William Howard Taft houdt een toespraak in het Manila Grand Opera House, bij de opening van het Filipijns Assemblee

De Filipijnse Assemblee was het lagerhuis van de Filipijnen tijdens de Amerikaanse koloniale periode tussen 1907 en 1916. Het hogerhuis werd in die periode gevormd door de Philippine Commission. Gezamenlijk vormden de twee de Filipijnse Legislatuur, het parlement van de Filipijnen. De Filipijnse assemblee bestond geheel uit gekozen politici van Filipijnse afkomst. Deze politici waren zonder uitzondering afkomstig uit de enkele honderden veelal mestizo families die samen de elite van het land vormden. Vrijwel de gehele periode dat de Assemblee bestond, waren er conflicten tussen de Assemblee en de Philippine Commission, waarin de meerderheid werd gevormd door Amerikaanse koloniale bestuurders. Na de goedkeuring van de Jones Law door het Amerikaans Congress in 1916 werd de Philippine Commission opgeheven. De legislatuur bestond voortaan uit de Filipijnse Senaat, met Manuel Quezon als president en het Huis van Afgevaardigden, met Sergio Osmeña als voorzitter. 